# Marino Pušić
Marino Pušić (Mostar, 18 agosto 1971) è un allenatore di calcio ed ex calciatore bosniaco naturalizzato olandese, di ruolo centrocampista.

## Carriera

### Allenatore
Ha iniziato la carriera da allenatore nel 2010 nel settore giovanile del Vitesse; nel 2013 diventa il vice di Nebojša Gudelj al NAC Breda, venendo esonerato il 13 ottobre 2014. Dopo una breve esperienza all'İnter Baku, il 30 ottobre 2015 viene nominato vice di René Hake al Twente; il 18 ottobre 2017 diventa allenatore ad interim del club di Enschede, venendo poi sostituito da Gertjan Verbeek dopo tre partite. Il 26 marzo 2018 torna alla guida dei rossi, non riuscendo tuttavia a evitare la retrocessione. Dopo aver vinto il campionato di Eerste Divisie e aver conquistato la promozione in Eredivisie, il 7 maggio 2019 viene esonerato.
Passato quindi all'AZ Alkmaar, dove diventa il vice di Arne Slot, il 1º febbraio 2021 si trasferisce al Feyenoord, seguendo nuovamente Slot. Il 24 ottobre 2023 diventa il nuovo tecnico dello Šachtar, con cui si lega fino al 2026. Nella stagione d'esordio in Ucraina si aggiudica  campionato e coppa nazionale, centrando il double.

## Statistiche da allenatore
Statistiche aggiornate al 24 maggio 2025. In grassetto la competizione vinta.
| Stagione            | Squadra         | Campionato      | Campionato | Campionato | Campionato | Campionato | Coppe nazionali | Coppe nazionali | Coppe nazionali | Coppe nazionali | Coppe nazionali | Coppe continentali | Coppe continentali | Coppe continentali | Coppe continentali | Coppe continentali | Altre coppe | Altre coppe | Altre coppe | Altre coppe | Altre coppe | Totale | Totale | Totale | Totale | % Vittorie | Piazzamento               |
| Stagione            | Squadra         | Comp            | G          | V          | N          | P          | Comp            | G               | V               | N               | P               | Comp               | G                  | V                  | N                  | P                  | Comp        | G           | V           | N           | P           | G      | V      | N      | P      | %          | Piazzamento               |
| ------------------- | --------------- | --------------- | ---------- | ---------- | ---------- | ---------- | --------------- | --------------- | --------------- | --------------- | --------------- | ------------------ | ------------------ | ------------------ | ------------------ | ------------------ | ----------- | ----------- | ----------- | ----------- | ----------- | ------ | ------ | ------ | ------ | ---------- | ------------------------- |
| ott. 2017-mag. 2018 | Twente          | ED              | 8          | 2          | 2          | 4          | CO              | 1               | 1               | 0               | 0               | -                  | -                  | -                  | -                  | -                  | -           | -           | -           | -           | -           | 9      | 3      | 2      | 4      | 33,33      | Interim, Sub. 18º (retr.) |
| 2018-2019           | Twente          | EE              | 38         | 25         | 5          | 8          | CO              | 4               | 3               | 0               | 1               | -                  | -                  | -                  | -                  | -                  | -           | -           | -           | -           | -           | 42     | 28     | 5      | 9      | 66,67      | 1º (prom.)                |
| Totale Twente       | Totale Twente   | Totale Twente   | 46         | 27         | 7          | 12         |                 | 5               | 4               | 0               | 1               |                    | -                  | -                  | -                  | -                  |             | -           | -           | -           | -           | 51     | 31     | 7      | 13     | 60,78      |                           |
| ott. 2023-2024      | Šachtar         | PL              | 20         | 16         | 2          | 2          | KU              | 3               | 3               | 0               | 0               | UCL+UEL            | 4+2                | 2+0                | 0+1                | 2+1                | -           | -           | -           | -           | -           | 29     | 21     | 3      | 5      | 72,41      | Sub., 1º                  |
| 2024-2025           | Šachtar         | PL              | 30         | 18         | 8          | 4          | KU              | 4               | 3               | 1               | 0               | UCL                | 8                  | 2                  | 1                  | 5                  | -           | -           | -           | -           | -           | 42     | 23     | 10     | 9      | 54,76      | 3º                        |
| Totale Šachtar      | Totale Šachtar  | Totale Šachtar  | 50         | 34         | 10         | 6          |                 | 7               | 6               | 1               | 0               |                    | 14                 | 4                  | 2                  | 8                  |             | -           | -           | -           | -           | 71     | 44     | 13     | 14     | 61,97      |                           |
| Totale carriera     | Totale carriera | Totale carriera | 96         | 61         | 17         | 18         |                 | 12              | 10              | 1               | 1               |                    | 14                 | 4                  | 2                  | 8                  |             | -           | -           | -           | -           | 122    | 75     | 20     | 27     | 61,48      |                           |

## Palmarès

### Allenatore

#### Competizioni nazionali
- Eerste Divisie: 1

Twente: 2018-2019
- Campionato ucraino: 1

Šachtar: 2023-2024
- Coppa d'Ucraina: 2

Šachtar: 2023-2024, 2024-2025